# Бутенко, Вениамин Аркадьевич
Вениамин Аркадьевич Бутенко (24 апреля 1939, Кушва, Свердловская область — 18 марта 2010) — советский поэт.

## Биография
Родился в семье служащих. Окончил Библиотечный институт (1962) и Литинститут (1971).
Работал токарем в Риге, культработником в Москве, в "Союзгосцирке".
Член СП СССР (1982).
Умер 18 марта 2010 года.

## Творчество
В соавторстве с Г. Георгиевым писал тексты песен для композитора А. Аверкина.
На их стихи писали песни разные по своему творческому почерку композиторы, такие, как А. Долуханян, Г. Пономаренко, С. Заславский, Ф. Маслов, Ю. Гурьев, Н. Кутузов и В. Темнов.

«Большинство стихов В. Бутенко и Г. Георгиева народны по своей сути и образности. Они легко поются и запоминаются.» Народная артистка РСФСР Ольга Воронец

Среди композиторов, которые вместе с Вениамином Бутенко писали песни, были: народный артист России Евгений Птичкин, заслуженный артист России Владимир Газарян, народный артист России Григорий Пономаренко, заслуженный деятель искусств России Владимир Хвойницкий и многие другие. На стихи Вениамина Бутенко Владимир Хвойницкий написал 7 песен.
Эти песни поют самые известные исполнители: народная артистка СССР Людмила Зыкина, народный артист России и Татарстана Ренат Ибрагимов, народный артист СССР Иосиф Кобзон, народная артистка России Валентина Толкунова, народная артистка России Александра Стрельченко, народная артистка России Ольга Воронец, народная артистка СССР Алла Пугачева и другие исполнители.
Вениамин Бутенко известен прежде всего как поэт-песенник, автор «Кнопочек баянных», песен «Разговор с Россией», «Цветы России» да и многих других. Его «Я плыву опять по Волге» исполняет Людмила Зыкина, песня «Когда мужчины говорят» была в репертуаре популярного некогда ВИА «Пламя».
В цикл «Глагол «Любить» вошли стихи, написанные в 60–80-е годы. Большая их часть – о боли, причинённой временем, о войне, о том прошлом, с которым и быть тяжко и забыть его невозможно, а потерять эти воспоминания можно только вкупе с человеческим обликом. Это стихи о концлагере под Ригой «Саласпилс», «Мой дед по матери, артист драматического театра небольшого городка, во время войны играл роль Гитлера», «Не верится, я вором был», «Первая зарплата», «Мачехи», «Чудо» – о возвращении с фронта отца.
Цикл «Аритмия» объединил написанное в последнее десятилетие. Почти всё – о современной России.Стихи Бутенко лишены велеречивой сентиментальности, это суровые, мужественные строки, но, читая их, трудно сдержать волнение.
Автор книг стихов «Когда мужчины говорят» (1979), «Ветка жизни» (1989).

### Песни
| Название              | Автор музыки      | Исполнители          | Примечание                      |
| --------------------- | ----------------- | -------------------- | ------------------------------- |
| Ярославна             | Александр Аверкин | Ольга Воронец        | Стихи В. Бутенко и Г. Георгиева |
| Грустинка             | Александр Аверкин | ВК "Советская песня" | Стихи: В. Бутенко, Г. Георгиев  |
| Красота твоя          | Евгений Птичкин   | Людмила Зыкина       |                                 |
| Наше счастье          | Александр Аверкин | Алла Пугачева - 1966 | Стихи: В. Бутенко, Г. Георгиев  |
| Когда мужчины говорят | Сергей Березин    | ВИА «ПЛАМЯ»          |                                 |